# 鉄嶺市
鉄嶺市（てつれい-し、満洲語：tiyeliyen dabagan）は、中華人民共和国遼寧省に位置する地級市。

## 地理
鉄嶺市は遼寧省北部、松遼平原の中央に位置し、南は瀋陽市・撫順市、北は吉林省四平市、東は撫順市清原満族自治県、吉林省遼源市と接する。西は瀋陽市法庫県・康平県、内モンゴル自治区通遼市ホルチン左翼後旗である。
市内には京哈線の鉄嶺駅と哈大旅客専用線の鉄嶺西駅が置かれ、馬蜂溝を外港としている。

## 歴史
春秋戦国時代は東胡の居住地であり、燕の恵王により遼東郡が設置された。漢代の遼東郡望平県に比定される。唐代は渤海が越喜靺鞨の勢力地を支配下に治め富州（現在の鉄嶺城）と改称された。遼により富州は銀州と改称され、金代に新興県は存続する。元代に新興県は廃止され、咸平府に編入された。明代になると鉄嶺市の南に鉄嶺衛が設置されたが、後に鉄嶺衛は北に移転された。
1664年に清朝により鉄嶺衛が廃止され鉄嶺県（tiyeliyen hiyan）が設置され、盛京将軍奉天府に属した。日露戦争後には日本人居留地が増加し、日本軍の駐屯も実施された。1914年に奉天省遼瀋道に編入された。
国共内戦では中国国民党に対する武装ゲリラ戦が行われ、1948年10月28日に解放軍が入城した。

## 民族
漢族・満族・朝鮮族・蒙古族・回族・シベ族・ウイグル族・オロス族など31民族が住む。開原市と西豊県は少数民族が多く、それぞれ54.5%と40.8%を占める。満族は開原市と西豊県に多く、朝鮮族は開原市と鉄嶺県・清河区・銀州区に多い。

## 行政区画
鉄嶺市の市街区から南南西11キロ離れたところに新区（鉄嶺県凡河新区）の建設が進んでおり、以前銀州区市政路にあった市政府は2010年から新区のダイヤモンド広場（鑽石広場）・如意湖前に移転していて、旧市政府の建物は銀州区政府の建物になっている。
2011年に瀋陽市・撫順市とともに市の電話区域番号は024-になった。

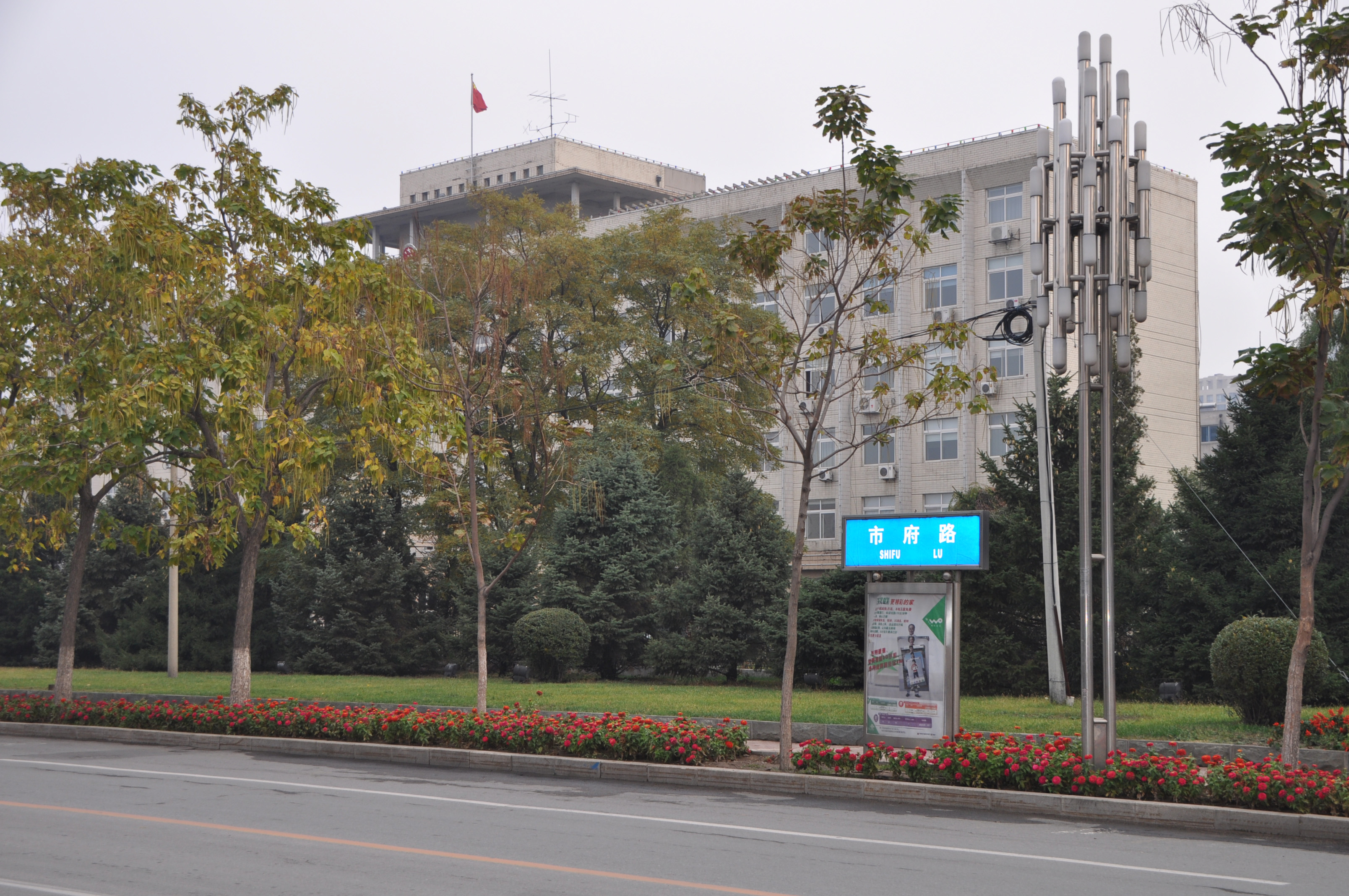
市街区の市政路にある銀州区人民政府ビル（もと鉄嶺市人民政府ビル）

2市轄区・2県級市・3県を管轄する。
- 市轄区：
  - 銀州区・清河区
- 県級市：
  - 調兵山市・開原市
- 県：
  - 鉄嶺県・西豊県・昌図県

| 鉄嶺市の地図                                       |
| -------------------------------------------------- |
| 銀州区 清河区 鉄嶺県 西豊県 昌図県 調兵山市 開原市 |

### 年表
この節の出典

#### 鉄嶺専区
- 1955年11月11日 - 鉄嶺県・開原県・西豊県・昌図県・康平県・法庫県・新賓県・清原県を編入。鉄嶺専区が成立。(8県)
- 1956年5月23日 (8県)
  - 撫順市撫西区・章党区の各一部が鉄嶺県に編入。
  - 撫順市章党区の一部が清原県に編入。
  - 撫順市五龍区の一部が新賓県に編入。
- 1956年7月3日 (8県)
  - 撫順市章党区の一部が鉄嶺県・清原県に分割編入。
  - 撫順市撫西区の一部が鉄嶺県・清原県に分割編入。
- 1958年12月20日
  - 鉄嶺県・開原県・西豊県・昌図県・康平県・法庫県が瀋陽市に編入。
  - 新賓県・清原県が撫順市に編入。

#### 鉄嶺地区
- 1968年12月26日 - 瀋陽専区が鉄嶺専区に改称。(7県)
  - 遼中県が瀋陽市に編入。
  - 台安県が盤錦墾区に編入。
  - 新賓県・清原県が撫順市に編入。
- 1969年12月18日 - 新民県が瀋陽市に編入。(6県)
- 1970年7月13日 - 鉄嶺専区が鉄嶺地区に改称。(6県)
- 1979年8月30日 - 鉄嶺県の一部が分立し、鉄嶺市が発足。(1市6県)
- 1981年9月21日 - 鉄嶺県・法庫県のそれぞれ一部が合併し、鉄法市が発足。(2市6県)
- 1984年6月30日 
  - 鉄嶺市が地級市の鉄嶺市に昇格。
  - 鉄法市・鉄嶺県・開原県・西豊県・昌図県・康平県・法庫県が鉄嶺市に編入。

#### 鉄嶺市
- 1984年6月30日 - 鉄嶺地区鉄嶺市が地級市の鉄嶺市に昇格。銀州区が成立。(3区6県)
  - 鉄嶺専区鉄法市・鉄嶺県・開原県・西豊県・昌図県・康平県・法庫県を編入。
  - 鉄法市および法庫県の一部が合併し、鉄法区が発足。
  - 開原県の一部が分立し、清河区が発足。
- 1986年9月12日 - 鉄法区が市制施行し、鉄法市となる。(2区1市6県)
- 1988年12月27日 - 開原県が市制施行し、開原市となる。(2区2市5県)
- 1992年12月12日 - 康平県・法庫県が瀋陽市に編入。(2区2市3県)
- 1998年 - 開原市の一部が清河区に編入。(2区2市3県)
- 2002年2月20日 - 鉄法市が調兵山市に改称。(2区2市3県)

## 経済
石炭・電力・冶金・機械工業・化学などの重工業が発達している。中華人民共和国による解放後、鉄鋼工場が建設された。
全市粮食生産量は25億キロ、うちトウモロコシが20億キロで全省生産量の三分之二を占める。トウモロコシの副産物であるフルフラールの中国最大の工場がある。また牧畜業も盛んで、牛肉・豚肉・鹿肉・羊肉などを生産する。
農産物・綿布の集散地でもあり、町から出荷される鉄嶺綿布が有名である。

## 教育

### 大学
- 遼寧職業学院 (中国語ウェブサイト)

## 交通

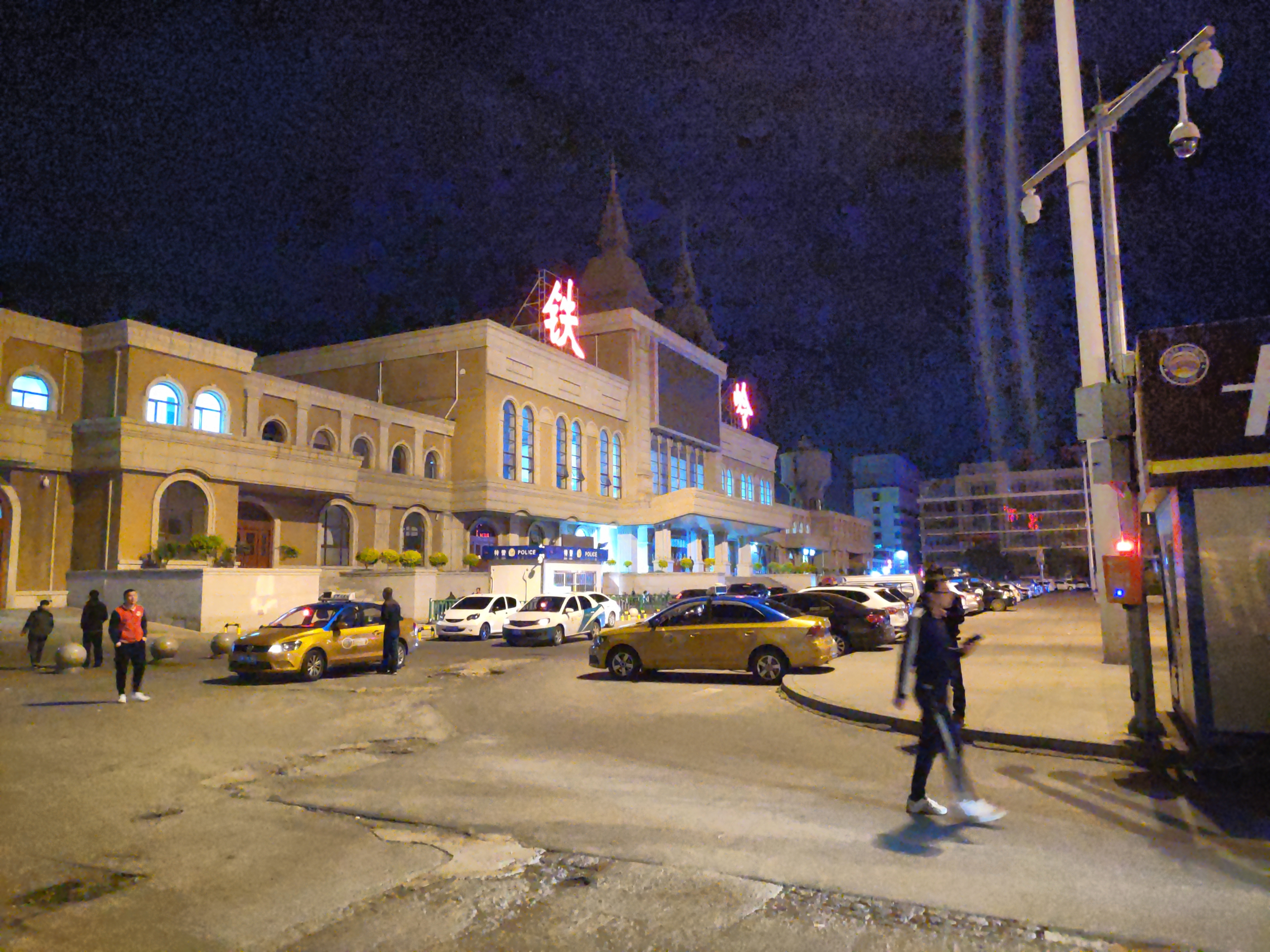
鉄嶺駅

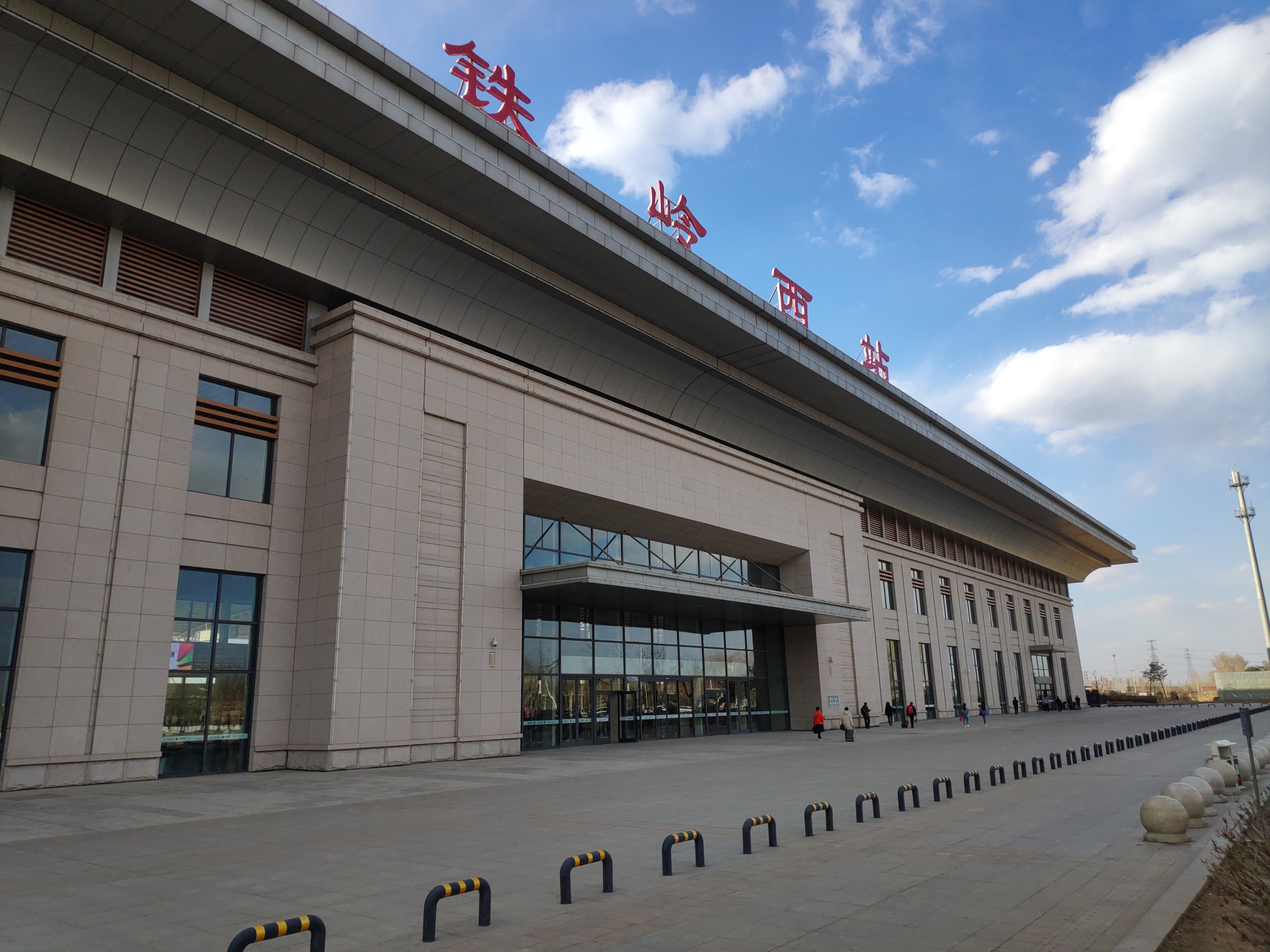
鉄嶺西駅

### 鉄道
- 中国国家鉄路集団
  - 哈大旅客専用線
  - 京哈線
  - 平斉線
  - 開源線（中国語版）

### 道路
- 高速道路
  -  京哈高速道路
  -  遼中環状高速道路
  -  遼開高速道路
  -  平康高速道路（中国語版）
- 国道
  -  G102国道
  -  G229国道（中国語版）
  -  G303国道
  -  G505国道（中国語版）

## 観光
次のような見どころがある。
- 銀岡書院（清朝からの教育機関、周恩来も幼時にここで学んだ）
- 鉄嶺大劇院（中国の漫才・二人転が毎晩演出され、趙本山もここで出発した）
- 唐代に建立された円通寺の白塔
- 李成梁の春花楼
- 龍首山・龍尾山公園
- 明の洪武年間（1368年 - 1398年）に建設された城壁[3]
- 柴河水庫（1974年に竣工したダム）

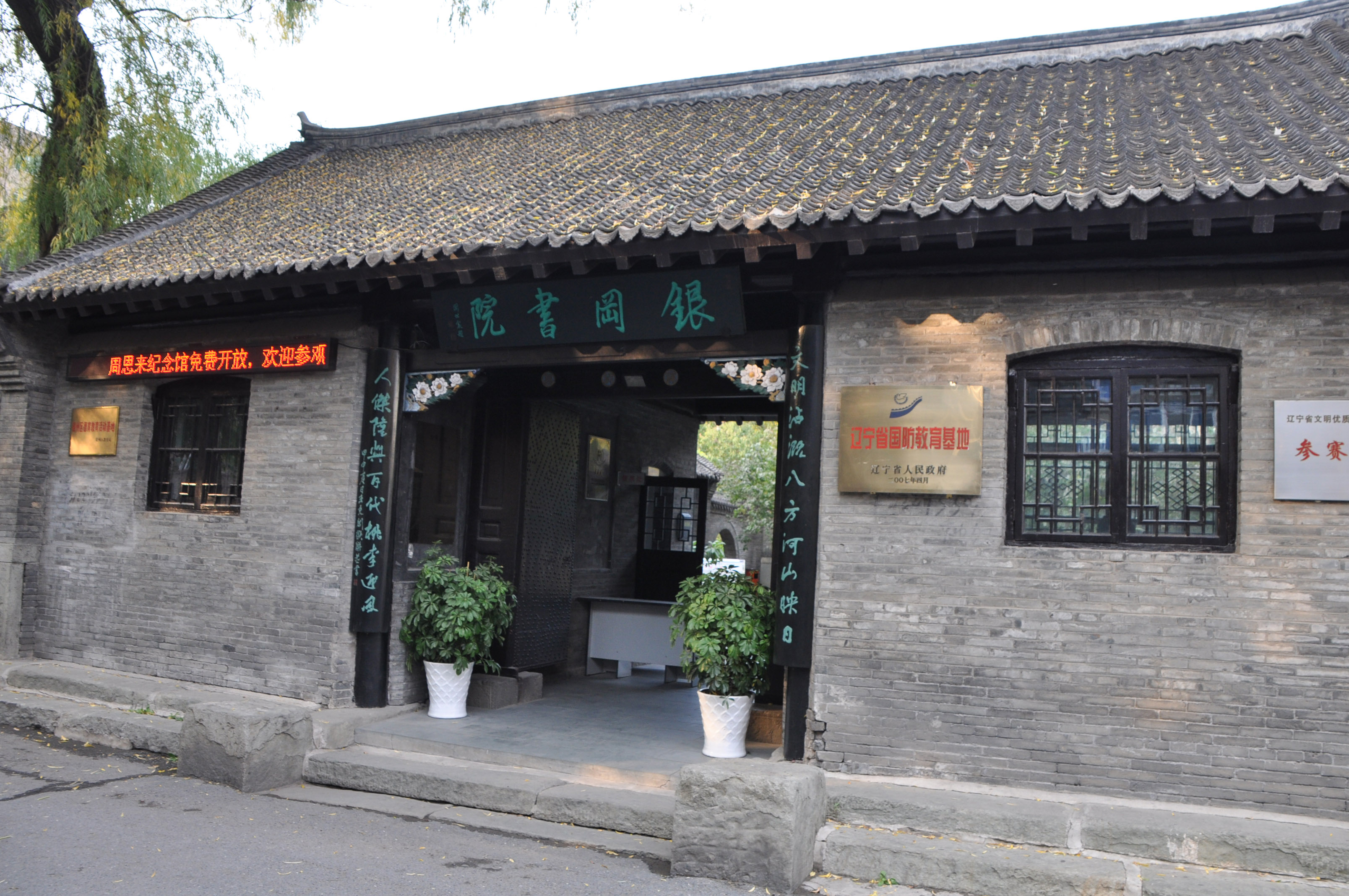
銀岡書院
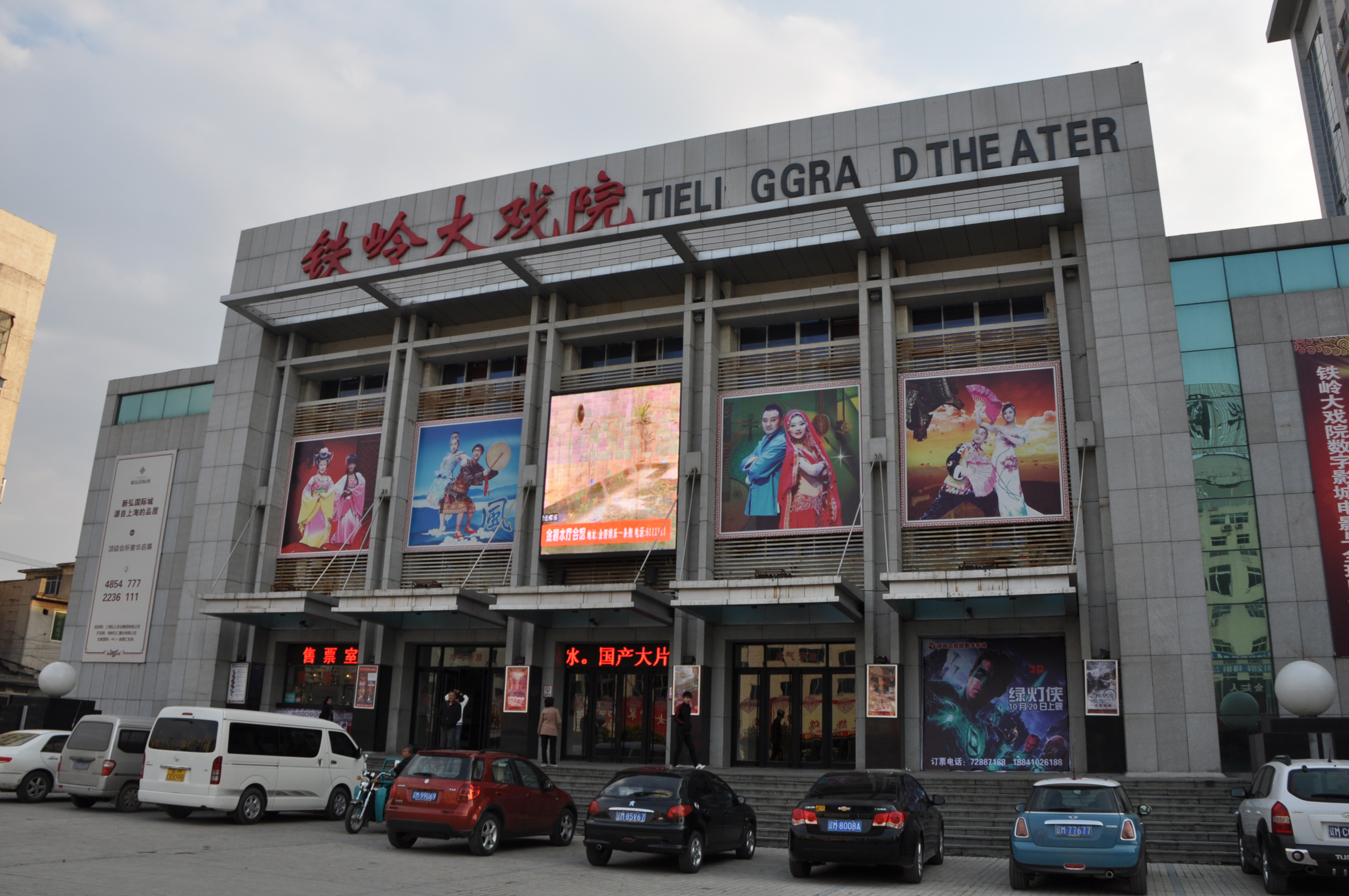
鉄嶺大劇院
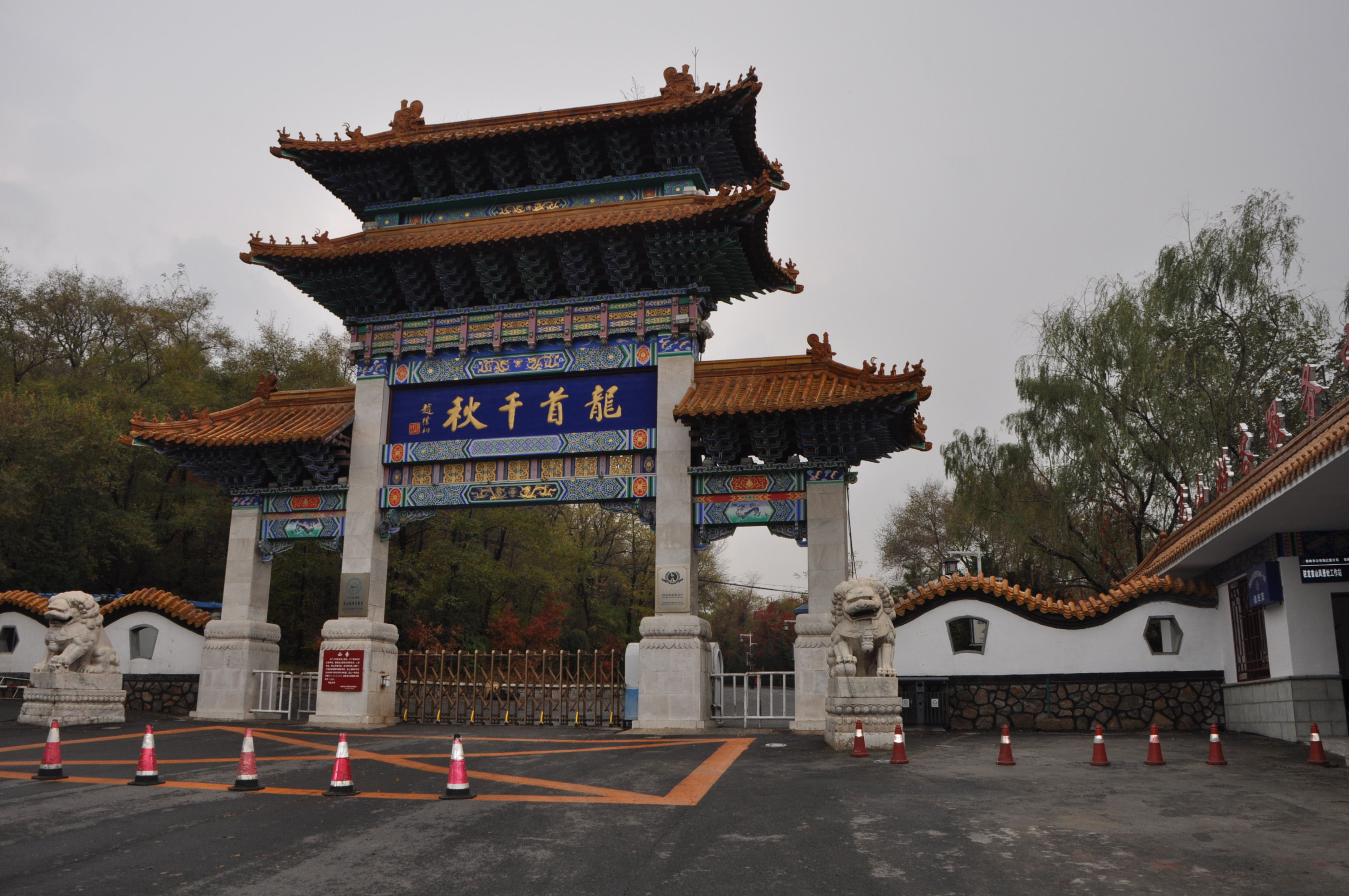
龍首山風景区の入り口
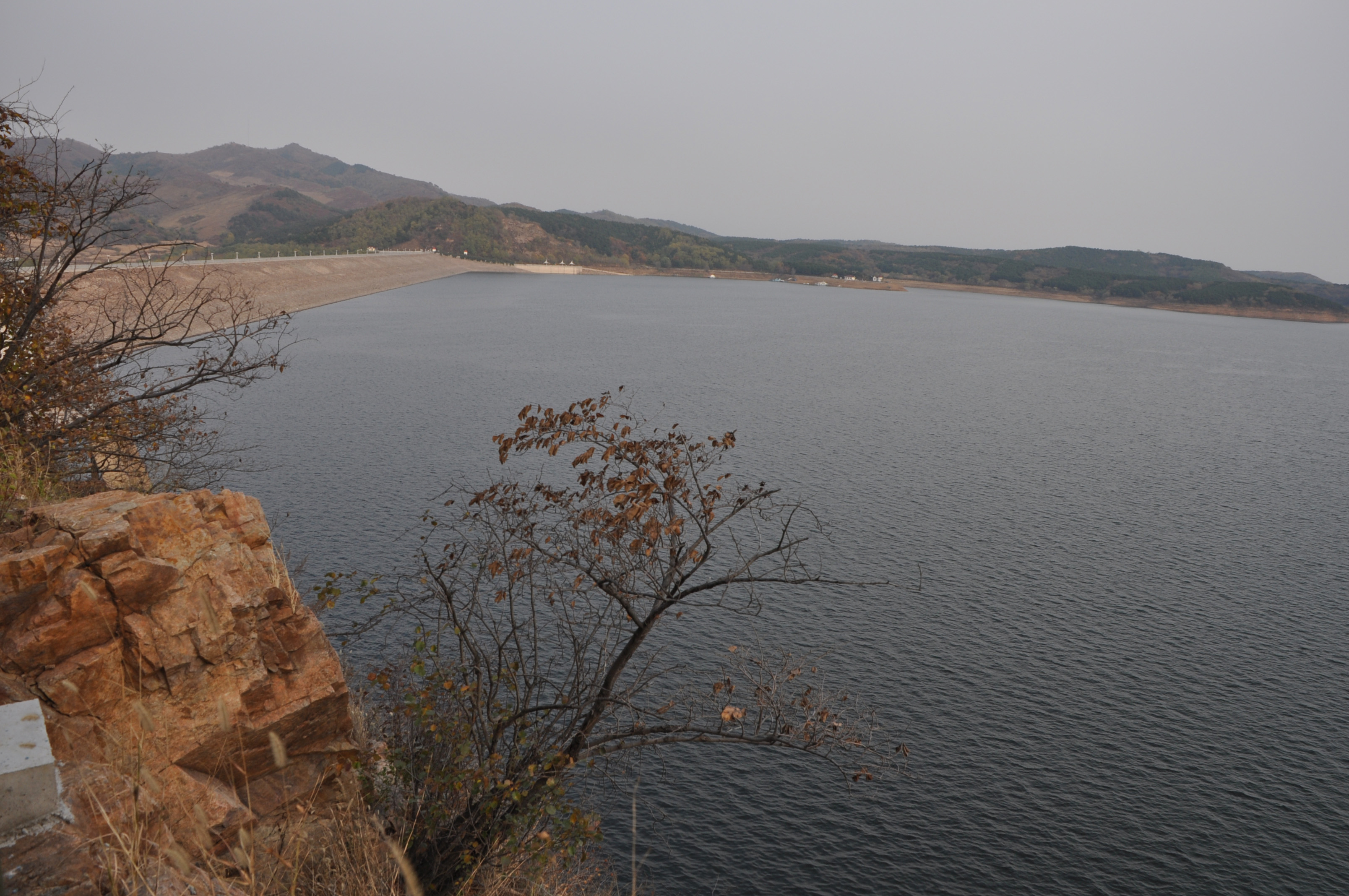
柴河水庫

## 出身者
- 李成梁 - 遼東総兵
- 李如松 - 備倭総兵、朝鮮遠征軍司令官
- 劉粋剛 - 中華民国空軍のエース・パイロット、「飛将軍」
- 阮振鐸 - 満洲国の要人。文教大臣、交通大臣、経済大臣、外交大臣を歴任した。
- 趙本山 - 二人転の名手で、彼はテレビで中国東北部の農民をよく演じるので「鉄嶺市は中国で一番の田舎である」と冗談にいう。

## 友好都市
- 湖北省咸寧市
- 江蘇省淮安市
- 江西省上饒市
- 栃木県鹿沼市

## 外部サイト
- 鉄嶺市人民政府（中国語）